# Johannes-der-Täufer-Kirche (Pomorzowice)

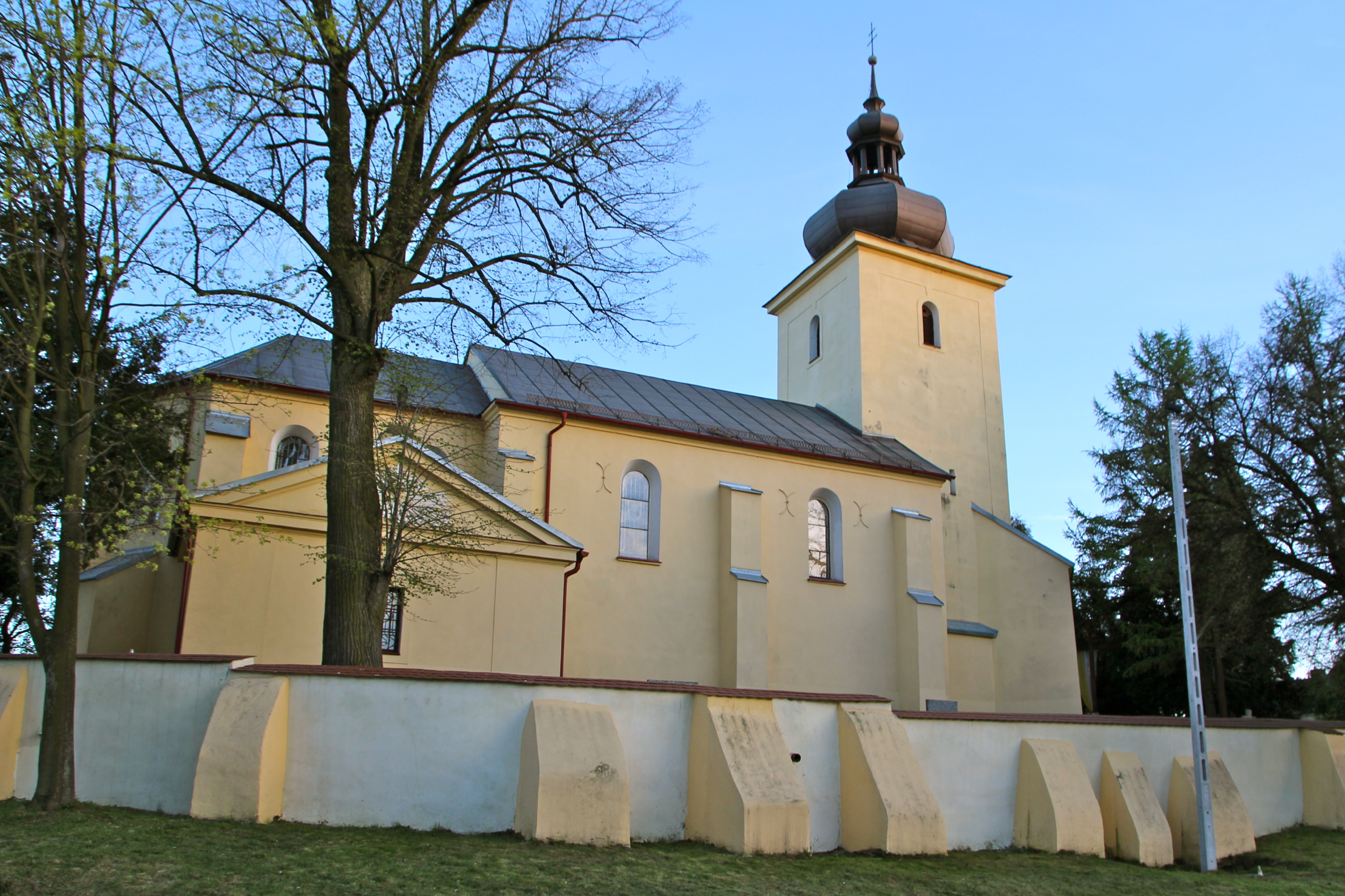
Johannes-der-Täufer-Kirche – Nordseite

Die Johannes-der-Täufer-Kirche (Kościół św. Jana Chrzciciela) ist eine römisch-katholische Kirche in der schlesischen Ortschaft Pomorzowice (Pommerswitz) in der Gmina Głubczyce (Gemeinde Leobschütz). Das Gotteshaus liegt im Dorfzentrum an der Hauptstraße. Die Kirche ist die Hauptkirche der Pfarrei St. Johannes der Täufer (Parafia św. Jana Chrzciciela w Pomorzowicach) in Pomorzowice.

## Geschichte

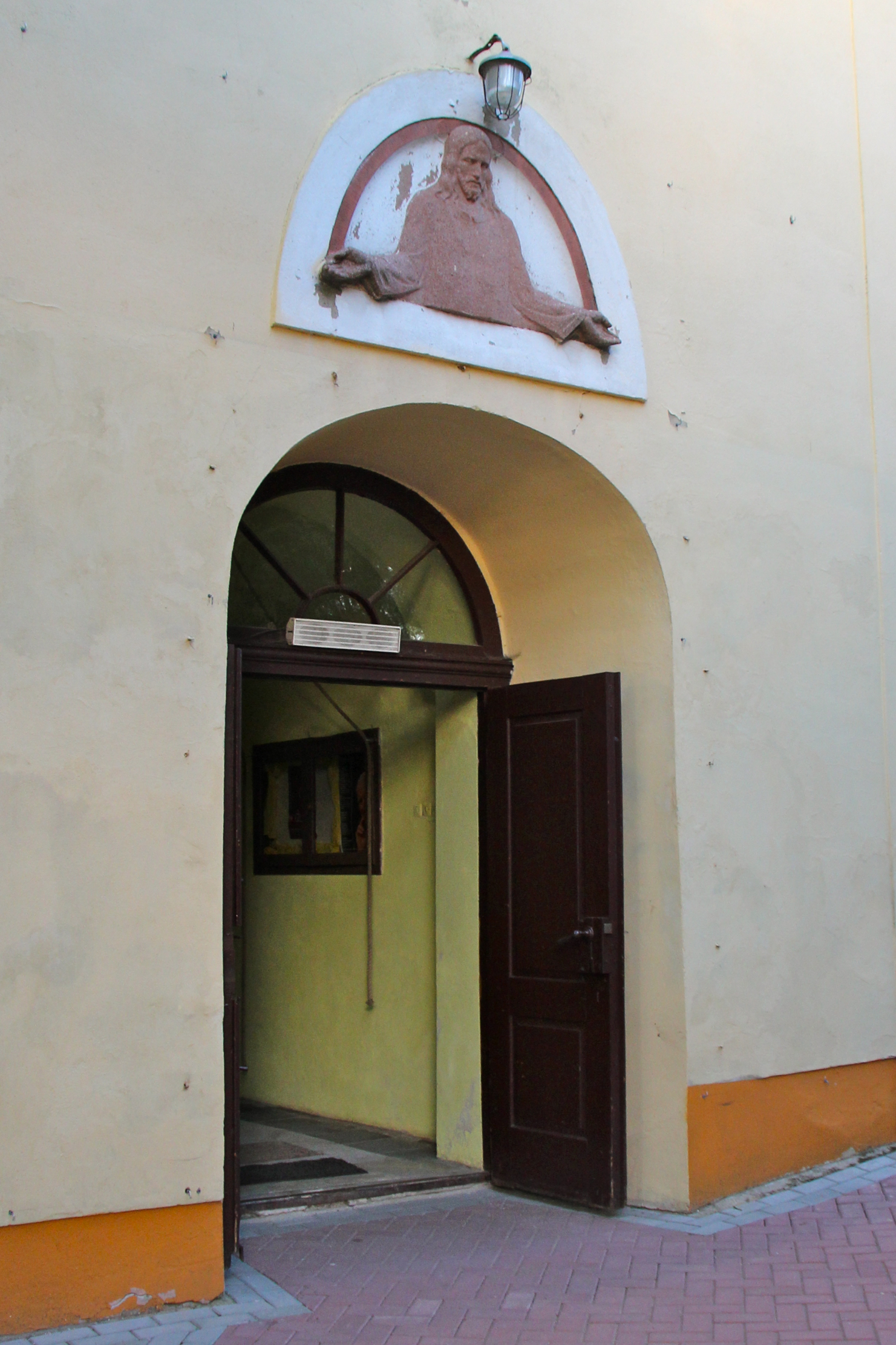
Eingang

Eine Kirche wurde 1321 erstmals im Ort erwähnt. Der heutige Kirchenbau stammt vorwiegend aus dem Jahr 1613. Der gotische Kirchenbau wurde von Hartwig von Stetten und seiner Gemahlin Magdalena von Stetten (geb. Aschelm) gestiftet. Ende des 18. Jahrhunderts wurde der Chor angebaut.
Am 31. März 1846 zerstörte ein Feuer den Kirchenbau. Der Wiederaufbau erfolgte bis in die 1860er Jahre. Die Inneneinrichtung stammt aus dem Ende des 19. Jahrhunderts, der Hauptaltar wurde 1897 errichtet.
Die Kirche steht seit 1964 unter Denkmalschutz.

## Architektur und Ausstattung
Der Kirchenbau besitzt architektonische Merkmale der Gotik und der Renaissance. Das zweijochige Langhaus besitzt einen eingezogenen, dreiseitig geschlossenen Chor. An der Westseite besitzt die Kirche einen auf quadratischem Grundriss stehenden Glockenturm. Dieser ist bekrönt mit einem Zwiebelhelm mit Laterne. Der Kirchenbau besitzt ein Satteldach sowie rundbogige Fenster- und Eingangsöffnungen.
Im Inneren besitzt die Kirche ein Kreuzrippengewölbe mit Wappen der Stifter an den Schlusssteinen. Den neogotischen Hauptaltar von 1897 ziert ein Gemälde von der Taufe Christi, welches Ende des 18. Jahrhunderts entstand. Die Kanzel entstand im Stil der Régence im 18. Jahrhundert. Das Steintaufbecken stammt von 1613.